# هنري غوتز
هنري غوتز (بالفرنسية: Henri Goetz) هو عضو في المقاومة الفرنسية ‏ ورسام فرنسي، ولد في 29 سبتمبر 1909 في نيويورك في الولايات المتحدة، وتوفي في 12 أغسطس 1989 في نيس في فرنسا بسبب سقوط.